# اداویبانتنهالی
اداویبانتنهالی (به انگلیسی: Adavibantenahalli) یک روستا در هند است که در کارناتاکا واقع شده‌است.